# Хэггрот, Леннарт
Ханс Леннарт «Климпен» Хэггрот (швед. Hans Lennart «Klimpen» Häggroth, 2 марта 1940, Эвертурнео, Норрботтен — 28 августа 2016, Шеллефтео, Вестерботтен) — шведский хоккеист, чемпион мира (1962), серебряный призёр Олимпийских игр (1964).

## Спортивная карьера
Начал свою карьеру на позиции вратаря в составе клуба второго дивизиона АИФ «Кируна». В возрасте 21 года он перешел в Шеллефтео, в составе которого играл с 1961 по 1966 г. в первом дивизионе, на тот момент высшей лиге шведского чемпионата. Затем он вернулся в «Кируну». С 1969 по 1972 г. выступал в ХК «Клеменснэс», в сезоне 1972/73 играл за клуб второго дивизиона CRIF.
На протяжении многих лет был вторым голкипером сборной Швеции. С 1960 по 1965 г. провел в ее составе 65 игр. Победитель чемпионата мира по хоккею в США (1962), после травмы основного голкипера Челля Свенссон он вошел в состав символической сборной «Всех звезд» как лучший вратарь турнира; серебряный призер мирового первенства в Стокгольме (1963). На зимних Олимпийских играх 1964 года в Инсбруке в составе сборной Швеции выиграл серебряную медаль.
После завершения в 1973 г. спортивной карьеры работал социальным работником в сфере реабилитации зависимых от алкоголя и наркотиков. Выступил соавтором книги "Небеса и ад: «Мой путь к успеху и борьбе с алкоголем», где рассказывается о его собственной борьбе с алкоголем и, частично, о пристрастии к алкоголю в Тре Крунур, когда он выступал в ее составе.